# الیزابت: عصر طلایی
الیزابت: عصر طلایی (به انگلیسی: Elizabeth: The Golden Age) فیلمی محصول سال ۲۰۰۷ انگلستان به نویسندگی ویلیام نیکلسون و مایکل هرست و کارگردانی شکهار کاپور است. این فیلم دنبال فیلم الیزابت (۱۹۹۸) است و در آن به ادامه زندگی الیزابت یکم، ملکه انگلستان و دوران اوج حکومت او می‌پردازد.
این فیلم در ۹ سپتامبر ۲۰۰۷ در جشنواره بین‌المللی فیلم تورنتو به نمایش درآمد. در ۱۲ اکتبر، در ایالات متحده و در ۲۳ اکتبر ۲۰۰۷ در لندن به نمایش درآمد. الیزابت: عصر طلایی در هشتادمین دوره جوایز اسکار برنده جایزه بهترین طراحی صحنه و لباس و کیت بلانشت نامزد بهترین بازیگر زن شد.

## داستان
در سال ۱۵۸۵، اسپانیای کاتولیک، تحت فرمانروایی پادشاه فیلیپ دوم، قدرتمندترین کشور اروپا است. فیلیپ با دیدن انگلستان پروتستان مذهب به چشم یک تهدید، و در تلافی دزدی‌های دریایی با حمایت انگلیس از کشتی‌های اسپانیایی، نقشه‌ای می‌کشد تا انگلستان را تصرف کند و دخترش ایزابلا را به جای الیزابت ملکه انگلیس کند. در همین حال، الیزابت یکم ملکه انگلستان، توسط مشاورش فرانسیس والسینگهام برای ازدواج تحت فشار قرار می‌گیرد. اگر الیزابت بدون فرزندی بمیرد، تاج و تخت به دختر عموی اولش ماری، ملکه اسکاتلند که کاتولیک است می‌رسد.
جهانگرد انگلیسی والتر رالی، پس از بازگشت از دنیای تازه کشف کرده‌اش (ویرجینیا آمریکا) وارد دربار انگلستان می‌شود. الیزابت مجذوب رالی و قصه‌های اکتشاف‌گونه او می‌شود و از بِس تِروکمورتون، محبوب‌ترین دختر ندیمه‌اش، می‌خواهد که او را ببیند. بس نیز رالی را جذاب می‌یابد و آنها رابطه مخفیانه‌ای را آغاز می‌کنند. با تنش‌های شدید بین انگلیس و اسپانیا، الیزابت از منجم و پیشگوی خود، دکتر جان دی راهنمایی می‌گیرد.
یسوعی‌ها در لندن با فیلیپ توطئه‌ای می‌کنند تا الیزابت را ترور و ماری اسکاتلندی را جایگزین او کنند؛ چیزی که شاه فیلیپ شخصاً آن را "The English Enterprise" (نقشه انگلیسی) می‌نامید و از نظر تاریخی به عنوان "نقشه بابینگتون" شناخته می‌شود. ماری از زمان زندانی شدنش مکاتبات محرمانه‌ای را برای یسوعی‌ها می‌فرستد تا آنتونی بابینگتون را برای ترور الیزابت استخدام کنند. والسینگهام همچنان به ملکه الیزابت درباره قدرت در حال افزایش اسپانیا و توطئه‌های کاتولیک‌ها علیه او هشدار می‌دهد؛ اما برخلاف سلف و خواهر ناتنی‌اش ماری یکم (ماری خونین)، الیزابت از وادار کردن مردمش به گرویدن به مذهب کاتولیک امتناع می‌کند.
برادر کاتولیک والسینگهام که از توطئه علیه الیزابت باخبر است، به زندان می‌افتد و باعث می‌شود والسینگهام نقشه اسپانیا را برای ملکه الیزابت فاش کند که به خشم الیزابت از دیپلمات‌های اسپانیایی می‌انجامد. سفیر اسپانیا تظاهر به بی‌خبری می‌کند و الیزابت را متهم به دزدیدن طلاهای اسپانیایی با همدستی والتر رالی در تخت‌خوابش میکند! الیزابتِ خشمگین، تمام اسپانیایی‌ها را از دربارش بیرون می‌کند. در همین حال، فیلیپ در حال قطع‌کردن جنگل های اسپانیا برای ساختن عظیم‌ترین ناوگان تاریخ اسپانیا برای حمله به انگلستان است. ماری به سرعت نامه‌ای می‌نویسد تا مخالفان الیزابت توطعه‌شان را آغاز کنند.
بابینگتون به کلیسای جامعی که الیزابت در آن در حال عبادت است یورش می‌برد و با یک تپانچه به سمت او شلیک می کند؛ اما تپانچه خالی بود و الیزابت جان سالم به در می‌برد. وقتی الیزابت از دست‌داشتن ماری در نقشه این ترور مطلع می‌شود، والسینگهام اصرار دارد که ماری را اعدام کنند تا هرگونه شورش احتمالی را سرکوب شود؛ در نهایت الیزابت با اکراه موافقت می‌کند و ماری به جرم خیانت اعدام می‌شود. والسینگهام متوجه می‌شود که این بخشی از نقشه یسوعی‌ها بوده است. در واقع فیلیپ هرگز قصد ملکه کردن ماری را نداشت؛ اما با توجه به اینکه پاپ و دیگر رهبران کاتولیک روم ماری را ملکه برحق انگلستان می‌دانستند، فیلیپ از مرگ او برای کسب تاییدیه پاپ برای جنگ استفاده می‌کند تا راه رسیدن دخترش به تاج و تخت انگلیس را هموار کند.
بس برای رالی فاش می‌کند که فرزندشان را باردار است و به او التماس می‌کند که او را برای امنیتش ترک کند. اما در نهایت این زوج مخفیانه ازدواج می‌کنند. وقتی الیزابت مطلع می‌شود، خشمگینانه بس را کتک می‌زند و به او یادآوری می‌کند که یک ندیمه بدون رضایت سلطنتی نمی‌تواند ازدواج کند و او و شوهرش را به این جرم زندانی می‌کند.
هنگامی که ناوگان آرماندای اسپانیایی به آب‌های انگلیس نزدیک می‌شود، الیزابت بس را می‌بخشد و رالی را آزاد می‌کند تا به سر فرانسیس دریک به نبرد با مهاجمان بپیوندد. تعداد کشتی‌های آرمادا بسیار بیشتر از کشتی‌های انگلیس است؛ اما طوفان آرایش نظامی کشتی‌ها را تهدید می‌کند. پس اسپانیایی‌ها به سمت سواحل می‌روند که ناگهان مورد حمله کشتی‌های شعله‌ور انگلیسی قرار می‌گیرند. الیزابت، در بالای مقر ساحلی خود، به سمت صخره‌ها می‌رود و ناوگان اسپانیایی را درحالی که در شعله‌های آتش غرق می‌شوند تماشا می‌‌کند.
در آخر، الیزابت بِس و رالی و فرزندشان را ملاقات می‌کند و او را تبرک می‌کند. الیزابت که مقتدرانه بر مصیبت‌های خود پیروز شده است، دوباره با عنوان خود یعنی "ملکه باکره" و "مادر مردم انگلیس" بر انگلستان که اکنون ابرقدرت اروپا‌ست حکومت می‌کند.

## بازیگران
- کیت بلانشت در نقش ملکه الیزابت یکم
- جفری راش در نقش سر فرانسیس والسینگهام
- کلایو اوون در نقش سر والتر رالی
- ابی کورنیش در نقش بِس تروکمورتون
- سامانتا مورتون در نقش ماری ملکه اسکاتلند
- جوردی مویا در نقش فیلیپ دوم پادشاه اسپانیا
- سوزان لینچ در نقش آنت فلمینگ
- ریس ایفانز در نقش رابرت رستون
- ادی ردمین در نقش آنتونی بابینگتون(ترورگر الیزابت)
- تام هلندر در نقش آمیاس پائولت
- استیون رابرتسون در نقش سر فرانسیس تروکمورتون
- آدام گادلی در نقش ویلیام والسینگهام
- لاورنس فاکس در نقش سر کریستوفر هاتون
- ویلیام هیوستون در نقش سفیر اسپانیا
- کریستین براسینگتون در نقش چارلز دوم، آرشیدوک اتریش
- جان شاراپنل در نقش چارلز هاوارد، ارل اول ناتینگهام
- دیوید ترلفال در نقش جان دی
- کلی هانتر در نقش اورسولا والسینگهام(برادرزاده والسینگهام)
- کرستین اسمیت در نقش ماری والسینگهام
- بنجامین می در نقش معلم رقص
- کیت فلیتوود در نقش مادر
- ایمی کینگ در نقش اینفانتا ایزابل اسپانیایی(دختر فیلیپ)

## ساخت و پخش
فیلم‌برداری الیزابت: عصر طلایی در ۲۸ آوریل ۲۰۰۶ آغاز شد و در ۱ اوت ۲۰۰۶ به پایان رسید. مکان‌های فیلم‌برداری نیز عموما در انگلیس و اسکاتلند بود.
این فیلم ابتدا در ۹ سپتامبر ۲۰۰۷، در جشنواره بین‌المللی فیلم تورنتو به نمایش درآمد. در ۱۲ اکتبر ۲۰۰۷ در ایالات متحده اکران شد؛ سپس در ۲۳ اکتبر ۲۰۰۷، در لندن به نمایش درآمد و در نهایت در ۲ نوامبر ۲۰۰۷ در سایر نقاط بریتانیا و جمهوری ایرلند اکران شد. 
در فوریه ۲۰۰۸، این فیلم به صورت DVD نیز منتشر شد.
موسیقی متن فیلم:
موسقی متن الیزابت: عصر طلایی توسط ای. آر. رحمان  و کریگ آرمسترانگ ساخته شد؛ که شامل ۲۰ قطعه و مجموعا ۴۸:۱۰ دقیقه آهنگ است. کاپور از همکاری رحمان و آرمسترانگ روی موسیقی بسیار هیجان‌زده بود و می‌گفت: «تماشای تعامل دو نفر با "پیشینه‌ و فرهنگ‌های کاملاً متفاوت" روی این کار جذاب است!»
بلانشت که در اوایل دهه ۲۰۰۰ به هند سفر کرده بود و با ترانه‌های هندی متعددی را شنیده بود، کاپور را وادار کرد تا رحمان را وادار کند که در یک فیلم‌ هالیوودی آهنگ‌سازی کند. از آنتونیو پینتو به عنوان یک همکار احتمالی در طول تولید یاد شد؛ اما بعداً آرمسترانگ به پروژه پیوست. در ژانویه ۲۰۰۹، بلانشت ابراز تاسف کرد که ساخته‌های دیگری از ای. آر. رحمان در فیلم استفاده نشده است و احساس می‌کرد که «موسقی الیزابت: دوران طلایی به اندازه‌ای که می‌توانست خوب نبود». وی ابراز امیدواری کرد که آن قطعات در پروژه‌ای دیگر ظاهر شوند.

## بازخورد
اگرچه بازی کیت بلانشت بسیار مورد تحسین قرار گرفت؛ اما این فیلم عموماً نقدهای متفاوت و منفی منتقدان آمریکایی را دریافت کرد. در جمع‌آوری نقد راتن تومیتوز، تنها ۳۵٪ از منتقدان، بر اساس ۱۶۷ نقد به فیلم امتیاز مثبت دادند که به معنای میانگین امتیاز ۵/۱ از ۱۰ است. اجماع منتقدان می‌گوید: «این دنباله پر از لباس‌های مجلل و دکورصحنه‌های استادانه است؛ اما فاقد قلب و خلاقیت الیزابت قبلی‌است...»
در متاکریتیک هم، فیلم میانگین امتیاز ۴۵ از ۱۰۰ را بر اساس ۳۵ بررسی دارد که نشان‌دهنده «نقد‌های مختلط یا متوسط» است.
الیزابت: عصر طلایی فروش ناموفقی داشت؛ در آخر هفته افتتاحیه خود در ایالات متحده و کانادا، ۶.۱ میلیون دلار در ۲۰۰۱ سینما فروخت و در رده ششم باکس آفیس قرار گرفت. در بریتانیا و جمهوری ایرلند این فیلم در رتبه چهارم قرار گرفت و در آخر هفته افتتاحیه ۲.۷ میلیون دلار به دست آورد.
تا فوریه ۲۰۰۹، فروش فیلم در کل جهان، ۷۴.۲ میلیون دلار بود که شامل ۱۶.۴ میلیون دلار در ایالات متحده و کانادا و ۵۷.۸ میلیون دلار در جاهای دیگر بود.
در مقابل، فیلم قبلی الیزابت، با وجود هزینه کمتر در مجموع ۸۲.۱ میلیون دلار در سراسر جهان فروش داشت.

## پیشینه تاریخی
در نوامبر ۱۵۵۸، ماری یکم ملکه انگلستان که همسر فیلیپ دوم اسپانیا بود، درگذشت. آنها در ژوئیه ۱۵۵۴، یک سال پس از به سلطنت رسیدن ماری، ازدواج کرده بودند؛ اما پارلمان انگلیس از دادن قدرت واقعی به او به عنوان پادشاه مشترک انگلستان خودداری کرده بود.
پس از مرگ ماری، او تلاش کرد تا خواهر و جانشین او، الیزابت یکم، را متقاعد کند که با او ازدواج کند. فیلیپ سال‌ها صلح خود را با انگلیس حفظ کرد و حتی از الیزابت در برابر تهدید پاپ به تکفیر‌شدن دفاع کرد. این اقدامی بود که برای حفظ توازن قوای اروپا اتخاذ شد. در نهایت، الیزابت انگلستان را با شورشیان پروتستان در هلند متحد کرد. علاوه بر این، کشتی‌های انگلیسی سیاست دزدی دریایی را علیه تجارت اسپانیا آغاز کردند و کشتی‌های حامل گنج‌های بزرگ اسپانیایی را که از مستعمرات جدید می‌آمدند، تهدید می‌کردند. کشتی های انگلیسی تا آنجا پیش رفتند که به یک بندر اسپانیایی حمله کردند. آخرین نیش برای فیلیپ، معاهده "Nonsuch" بود که توسط الیزابت در سال ۱۵۸۵ امضا شد که وعده سرباز و تدارکات را به شورشیان علیه اسپانیا می‌داد. اگرچه می‌توان گفت که این اقدام انگلیس نتیجه عهدنامه "جوینویل" فیلیپ با اتحادیه کاتولیک فرانسه بود، ولی فیلیپ آن را اقدامی جنگی انگلیس علیه اسپانیا عنوان کرد و با برکت پاپ، او ناوگان اسپانیایی‌اش را برای حمله به انگلستان پروتستانی (که از نظر کاتولیک‌ها مذهب کفر بود) و خود الیزابت راه‌اندازی کرد. با این‌حال ارتش امپراتوری اسپانیا در نبرد آرماندا نابود شد و تلاش‌های فلیپ به جایی نرسید. سال‌ها بعد، سر والتر رالی که مورد توجه ملکه بود، پس از اینکه فهمید بس تروکمورتون (محبوب‌ترین ندیمه الیزابت) فرزندش را حمل می‌کند، با او ازدواج کرد. الیزابت پس از اطلاع هر دوی آنها را دستگیر و در برج لندن زندانی کرد؛ اما بعداً رالی را آزاد کرد.

## انتقادات
این فیلم به عنوان یک بازنمایی از دوره‌ای تاریخی، به شدت برای اهداف سرگرمی ساخته شده است. گزارش شده که کیت بلانشت، کارگردان واقعی فیلم گفته بود: 
| « | «این وحشتناک است که ما با این دسته از کودکان بسیار بی‌سواد بزرگ می‌شویم که به نوعی به آنها یاد می‌دهند که فیلم واقعیت است؛ در حالی که در واقع، فیلم یک اختراع است!» | » |

برخی مثال‌های ساده از میزان تحریف واقعیت‌ها در این فیلم:
1. سر والتر رالی به دروغ به عنوان یک شخصیت اصلی در شکست ناوگان اسپانیایی به تصویر کشیده شده است و فیلم هیچ اعتباری برای سر فرانسیس دریک و دیگر رهبران کلیدی ناوگان انگلیسی قائل نمی‌شود.
2. سر رابرت دادلی، یک ژنرال سپهبد در بحران آرمادا بود؛ اما در فیلم، او در اردوگاه تیلبری حضور ندارد زیرا نقش او به والتر رالی داده شده بود! این فیلم همچنین اشاره‌ای به مبارزات نظامی دادلی در هلند ندارد.
3. چارلز هاوارد (در آن زمان لرد هاوارد افینگهام، فرمانده واقعی ناوگان انگلیسی)، در یک دیالوگ می‌گوید: "ما کشتی های زیادی را از دست دادیم..."  درحالی که حتی یک کشتی انگلیسی در طول نبرد به هدر نرفت!
4. این فیلم الیزابت را در حال مشاوره توسط دکتر جان دی به تصویر می‌کشد. از لحاظ تاریخی، جان دی در آن زمان در مرکز اروپا سفر می‌کرد و تا بیش از یک سال پس از نبرد آرمادا بازنگشت! مشاور اصلی و وزیر ارشد واقعی الیزابت، ویلیام سیسیل، اولین بارون بورگلی، به طور کلی از فیلم حذف شده است.
5. رابرت رستون، رهبر یسوعیان طرح بابینگتون، کاملاً تخیلی‌است؛ اگرچه در واقعیت شخصیت جان بالارد بابینگتون را تشویق کرد تا الیزابت را ترور کند (که متعاقباً زنجیره وقایعی را آغاز کرد که منجر به جنگ با اسپانیا شد)؛ اما چون بالارد در فیلم قبلی به دلیل شرکت در طرح ریدولفی در حال اعدام به تصویر کشیده شده بود، نقش رستون به جای او ساخته شد!
6. در این فیلم، الیزابت در محراب کلیسای جامع سنت پل قدیمی در حال عبادت با آنتونی بابینگتون روبرو می‌شود که تپانچه‌اش با باروت پر شده؛ اما شلیک نمی‌کند[تا نجات الیزابت را یک معجزه الهی‌ نشان دهد]. در واقع توطئه بابینگتون، مانند توطئه‌های قبلیِ علیه الیزابت، توسط جاسوسان فرانسیس والسینگهام درحالی که هنوز در مراحل برنامه‌ریزی بود، کشف و خنثی شد! مدت‌ها قبل از اینکه تلاشی واقعی برای کشتن الیزابت انجام شود.
7. این فیلم بابینگتون (و به طور ضمنی، دیگر توطئه‌گران) را به‌جای روش‌های واقعی و وحشتناک‌تر اعدام آن زمان( گردن‌زدن، مسله‌کردن و...) به دار آویخته نشان می‌دهد.
8. در سال ۱۵۸۵، الیزابت ۵۲ ساله بود (برای بچه‌دار شدن خیلی پیر به حساب می‌آمد)؛ اما فیلم خواستگاران مختلفی را از روسیه تا نروژ نشان می‌دهد که با هدف ازدواج و بچه‌دار شدن به دربار الیزابت می‌آیند!  وقایع ارائه شده در واقع خیلی زودتر در دوران سلطنت او رخ داده است. به عنوان مثال، اریک چهاردهم از سوئد پس از سفرش به انگلستان با مرگ پدرش در سال ۱۵۶۰، زمانی که الیزابت ۲۷ ساله بود به او پیشنهاد ازدواج داد. یا در سال ۱۵۶۸، مذاکرات ازدواج الیزابت با چارلز دوم، آرشیدوک اتریش رد شد.
9. فیلیپ دوم اسپانیا در زمان آرمادا، به شکل یک مرد پیر و بیمار به تصویر کشیده شده است. در واقع او فقط پنج سال از الیزابت بزرگتر بود و مرگش تا هشت سال بعد در سال ۱۵۹۶ اتفاق افتاد.
10. در این فیلم اینفانتا ایزابل اسپانیایی (دختر فیلیپ دوم) به عنوان یک کودک به تصویر کشیده شده؛ درحالی که او در آن زمان ۲۱ ساله بود!
11. بِس تروکمورتون ندیمه الیزابت، در واقع در تابستان ۱۵۹۱، سه سال پس از نبرد آرمادا [و نه بلافاصله قبل از آن] از والتر رالی باردار شد. پس از اینکه ازدواج مخفیانه آنها به طور اجتناب‌ناپذیری کشف شد، الیزابت آنها را در برج لندن حبس کرد. اگرچه او در نهایت هر دوی آنها را آزاد کرد؛ اما آنطور که فیلم به تصویر می‌کشد به هیچ‌وجه از سر بخشش نبود. او رالی را آزاد کرد زیرا یکی از سفیران او با یک کشتی اسپانیایی به انگلستان بازگشت و آنها تهدید کردند که اگر رالی را به آنها برنگرداند، شورش خواهند کرد! بس هم آزاد شد زیرا الیزابت پس از مرگ نوزادش (در حالی که هنوز در برج زندانی بود) بر اثر طاعون درگذشت!
12. رابطه بین رالی و بس زمانی شروع می‌شود که رالی پس از اعدام پسر عموی بس، "فرانسیس" به خاطر نقشه ترور الیزابت، از بس دلجویی می کند؛ اما این داستان شش سال قبل از وقوع واقعی رابطه رخ داد.
13. ماری ملکه اسکاتلند، با لهجه اسکاتلندی به تصویر کشیده شده است؛ درحالی که او از سن پنج سالگی در دربار فرانسه بزرگ شده و یک فرانسوی بود و تا زمانی که یک زن جوان نشده بود به اسکاتلند بازنگشت!
14. این فیلم فرستادگان اسپانیایی و دیگر اعضای دربار را درحالی نشان می‌دهد که در حین حضور با الیزابت، شمشیر به همراه دارند. در واقع به دلیل احتمال ترور الیزابت، تنها اعضای گارد سلطنتی مجاز به حمل اسلحه در نزدیکی او بودند.
15. اعدام ماری ملکه اسکاتلند، پس از دستگیری بسیار سریع و درحالی که او هنوز یک زن جوان است، به تصویر کشیده شده؛ درحالی که ماری قبل از اعدام در سال ۱۵۸۷، ۴۴ سال داشت و به مدت ۱۹ سال در مکان‌های مختلف بازداشت شده بود!
16. این فیلم نبرد بین نیروی دریایی انگلیس و ناوگان اسپانیایی را به صورت متشکل از ضلع های گسترده کشتی‌های هر دو ناوگان به تصویر می‌کشد، درحالی که کشتی‌های انگلیسی می‌توانستند چندین بار در طول یک روز شلیک کنند ولی بارگیری مجدد اسلحه‌های سنگین اسپانیایی آنقدر دشوار بود که اغلب فقط یک بار شلیک می‌شدند؛ اما این فناوری با پیشرفت‌های بعدی در طراحی کشتی‌ها در نیمه اول قرن هفدهم حاصل شد و اولین جنگ مهمی که شامل چنین فناوری و تاکتیک‌هایی برای انگلیسی‌ها می‌شد، جنگ‌های انگلیس و هلند بود.
17. در سکانسی از فیلم، الیزابت با چارلز دوم آرشیدوک اتریش، آلمانی صحبت کرد؛ اگرچه الیزابت به چندین زبان صحبت می‌کرد، اما نه تنها هیچ مدرکی دال بر اینکه او آلمانی یاد گرفته باشد یا آلمانی صحبت می‌کرده است وجود ندارد، بلکه احتمال دارد که آنها هیچ‌وقت حتی یکدیگر را ملاقات هم نکرده باشند!
18. در سال ۱۵۸۵، هیچ سفیر اسپانیایی در دربار الیزابت وجود نداشت؛ زیرا الیزابت پس از دستگیری فرانسیس تروکمورتون و لو رفتن توطئه بابینگتون، همه آنها را از انگلستان اخراج کرده بود!

## اعتراض به ضدکاتولیک بودن
در ثبت ملی کاتولیک ایالات متحده، استیون دی. گریدانوس، منتقد سینما، این فیلم را با رمز داوینچی مقایسه کرد و نوشت:
«تخریب ناوگان ضعیف اسپانیایی، اوج تصویری‌است که کلیسا را تحقیر می‌کند؛ تسبیح های شناور در میان کشتی‌پاره‌های سوزان، صلیب‌های وارونه که در اعماق اقیانوس غرق می‌شوند، صف روحانیون[کاتولیگ]بدشگون که با شکست دور می‌شوند. ثانیه به ثانیه، دقیقه به دقیقه؛ "الیزابت: عصر طلایی" احتمالاً می‌تواند بیش از هر فیلم دیگری حاوی ضرب و شتم کلیسا باشد...»
او پرسید: «چگونه ممکن است که این عیاشی ضدکاتولیک توسط اکثر منتقدان نادیده گرفته شده باشد؟!»
مونسینور مارک لانگهام، مدیر کلیسای جامع وست مینستر، توسط برخی از کاتولیک های رومی به دلیل اجازه دادن به فیلمبرداری صحنه‌های فیلم در آنجا مورد انتقاد قرار گرفت. اگرچه خود او فیلم را به‌عنوان "فیلمی که باید دید" ستایش کرد؛ اما ادعا کرد که «به نظر می‌رسد این فیلم افسانه "کشیشان قاتل" را تداوم می‌بخشد.
فرانکو کاردینی، مورخ از دانشگاه فلورانس، ادعا کرد که: «این فیلم بخشی از "حمله هماهنگ علیه کاتولیک، واتیکان و پاپیسم" توسط "اتحادی از ملحدان و مسیحیان آخرالزمانی" بود!» او معترض بود که: «چرا امروز این تبلیغات منحرف ضدکاتولیک را انجام دهیم؟ درست زمانی که ما ناامیدانه می‌کوشیم هویت غربی خود را در برابر تهدید‌های واقعی یا احتمالی "اسلامی" احیا کنیم؟!»
شکهار کاپور، کارگردان فیلم این انتقادات را رد کرد و گفت: «این فیلم در واقع بسیار بسیار عمیقاً ضد کاتولیک‌ستیزی و ضد افراط در مذهب است؛ در آن زمان کلیسای اسپانیا و شخص فیلیپ گفته بودند که آنها برای تبدیل کل جهان به شکلی بسیار ناب از کاتولیک می‌روند. پس این فیلم ضد‌کاتولیک نیست؛ این فیلم ضد تفسیر‌های شخصی از کلام خدا است. برخلاف آنچه الیزابت می‌کرد. واقعیت این است که پاپ دستور اعدام او را صادر کرد و گفت: هر کسی که الیزابت را بکشد، مکانی زیبا در ملکوت بهشت خواهد داشت! این سخنان را به‌جز در مورد سلمان‌خان یا سلمان رشدی کجا شنیده‌اید؟ به همین دلیل است که من این فیلم را ساختم. از اینرو این اثر شکافی میان کاتولیک و پروتستان ایجاد نمی‌کند. تفسیر من از "الیزابت" تعبیری از تساهل بیشتر نسبت به فیلیپ است که کاملاً هم درست است؛ کاملاً درست است که او اینگونه بوده‌. این جنگی بین فیلیپ و الیزابت بود؛ فیلیپی که توانایی دربرگرفتن تنوع یا تفاوت را نداشت و الیزابتی که توانایی‌‌هایی زنانه برای این کار داشت.»

## جوایز
این فیلم برنده ۴ جایزه از ۱۷ نامزدی شد؛ از جمله برنده جایزه اسکار و جوایز ماهواره‌ای "بهترین طراحی لباس" برای الکساندرا برن. کیت بلانشت برای این فیلم نامزد جایزه اسکار "بهترین بازیگر نقش اول زن" شد و تبدیل به اولین بازیگر زنی شد که برای تکرار یک نقش، دو نامزدی دریافت می‌کند.
او همچنین برنده جایزه "بهترین بازیگر زن بین‌المللی" در جوایز موسسه فیلم استرالیا شد.
در یازدهمین جشنواره بین‌المللی فیلم پیونگ‌یانگ که در سپتامبر ۲۰۰۸ برگزار شد، یکی از جوایز نمایش ویژه به این فیلم اعطا شد.